# پوکروفکا (شهرستان کویورگازینسکی، باشقیرستان)
پوکروفکا (انگلیسی: Pokrovka, Kuyurgazinsky District, Republic of Bashkortostan) یک شهرک در شهرستان کویورگازینسکی جمهوری باشقیرستان در کشور روسیه است.